# Sal Cuevas
Salvador "Sal" Cuevas (16 de junio de 1955 - 9 de abril de 2017) fue un bajista de salsa estadounidense, conocido por su asociación con Fania All-Stars desde 1978 a 1985.
Fue uno de los bajistas más populares de la escena de la salsa de Nueva York, siendo conocido por emplear a menudo un estilo funk en su interpretación. Fue el primer bajista en traer slaps y estilo funk a la Salsa, traídas de la música R&B, funk y jazz. Según Billy Idol, Sal Cuevas ideó la base para "Eyes without a face", cuando Billy buscaba un sonido que fuera lo suficientemente potente como para complementar las letras oscuras y poco románticas. Sal Cuevas también tocaba contrabajo además del bajo eléctrico.

## Primeros años de vida
Salvador Cuevas nació en Manhattan, en 1955, y fue criado en El Bronx por padres puertorriqueños. A los cinco años de edad, su padre comenzó a enseñarle a tocar acordes en la guitarra. La demografía de Nueva York en esa época, le dio a Cuevas una amplia variedad de influencias musicales, las cuales absorbió y luego incorporó a su técnica y estilo de tocar el bajo. A los 12 años tocó con su trío en el espectáculo Una Hora Contigo, de Myrta Silva.
Cuevas explicó en una entrevista que “al ser de Nueva York, estás expuesto no solo a la parte latina de la música, si no también al rhythm and blues, al punk y también al jazz, así que comencé a tocar todo eso cuando fui a la escuela secundaria. Hablé con mi profesor y me dijo: «¿por qué no tocas el bajo?» Él no sabe cuánta razón tenía." 
Durante sus años de secundaria, asistió a la Escuela Superior de Música y Arte. A los 17 años, comenzó a actuar con Tony Pabón y La Protesta. Después de graduarse de la escuela secundaria, ingresó a la Escuela de Música Mannes, y se fue en su primer semestre cuando fue contratado por Mongo Santamaria para unirse a su gira mundial.

## Carrera
Cuevas integró varios conjuntos de salsa notables. Entre ellos, estuvo en Los Kimbos, la Fania All-Stars, y aquellos de Johnny Pacheco, Héctor Lavoe y Willie Colón. Durante este tiempo, también fue uno de los cinco bajistas de la ciudad de Nueva York que grabaron muchos de los "Jingles" para televisión y radio; los otros fueron Marcus Miller, Will Lee, Francisco Centeno y Neil Jason.
Cuevas actuó y grabó con muchos artistas de salsa en Nueva York durante décadas, antes de mudarse a Miami en sus últimos años. Mientras actuaba y grababa, Cuevas trabajó como oficial de prisiones de la ciudad de Nueva York, oficial de policía de la ciudad de Nueva York, oficial de prisiones del estado de Florida y finalmente se retiró como sargento de policía de Florida después de mudarse al sur de Florida.
Cuevas disfrutó del título de director musical de la orquesta de Willie Colón, tanto durante las colaboraciones de Colón con Rubén Blades, como durante los periplos de Colón como solista.

#### Artistas con quienes grabó
Cuevas actuó y grabó con Ray Barretto, Joe Bataan, Willie Colon, Larry Harlow, Monguito, Johnny Pacheco, Louie Ramirez, Ralph Robles, Mongo Santamaria, Tony Pabon, Bobby Valentin, Héctor Lavoe, Adalberto Santiago, Pete "El Conde" Rodríguez, Ismael Miranda, Ray Maldonado, Ralph Marzan, Orestes Vilató, Roberto Rodriguez, Jose Rodríguez y Barry Rogers, Tito Puente, Eddie Palmieri, Ricardo Ray, Jimmy Sabater, Celia Cruz, Machito, Ismael Miranda, Ismael Quintana, Cheo Feliciano, Tito Nieves, La India, Mongo Sanatamaria, Gloria Estefan, The Manhattans, Angela Bofil, Mandy More, Soledad Bravo, José Feliciano, Jon Lucien, Los Gaitanes, Billy Idol, lenny Kravitz, Black Eyed Peas, Usher, Il Volo, Jon Secada, Frank De Vita, Cissy Houston, Kristy MacColl, Harry Belafonte, Ricky Martin, Jennifer Lopez, David Bisbal, Thalia, Los Llegales, Christian Castro, Oscar Deleon, Eddie Palmieri, Charlie Palmieri, Hector El Father, Obie Bermúdez, Ricardo Montaner, Don Omar, Tego Calderón, Marc Anthony, Fernando Villalona, Papo Luca, Dave Valentin, Noel Pointer, Isaac Delgado, Airto & Flora Purim.
Tocó el bajo en el éxito de Billy Idol " Eyes Without a Face " del álbum de estudio de 1983 Rebel Yell.

## Estilo
Su técnica de slap y snap string se volvió común entre los bajistas de salsa. En el contrabajo eléctrico, Cuevas incorporó técnicas que también (hasta entonces) rara vez se escuchaban en la música latina, como los slides (glissando), y la utilización de los registros más agudos del instrumento, como se escucha en "La ceiba y la siguaraya", grabado con Celia Cruz y La Sonora Ponceña.

## Muerte
Cuevas murió el 9 de abril de 2017, en el Pembroke Pines Memorial Hospital de Miami. Tuvo complicaciones por diabetes, y en días anteriores sufrió un derrame cerebral masivo y quedó en semicoma.